# Liz Cheney
Elizabeth Lynne Cheney (/ˈtʃeɪni/ CHAY-nee; Madison, Wisconsin, 1966. július 28. –) amerikai jogász és politikus, 2017 óta Wyoming egyetlen képviselőházi választókerületének képviselője, mandátuma 2023 januárjában jár le. 2019 és 2021 között a párt harmadik legmagasabb rangú képviselője volt, mikor a Republikánus Konferencia elnökének posztját töltötte be.
Liz, Dick Cheney amerikai alelnök és feleségének Lynne Cheney legidősebb lánya. George W. Bush elnökségének idején több pozíciót is betöltött a Külügyminisztériumban, például a Közel-keleti ügyek helyettes minisztereként. Támogatta az Iráni kormányváltást és 2009-ben létrehozta a Keep America Safe nonprofit szervezetet, ami a nemzetbiztonságra koncentrált és népszerűsítette a Bush–Cheney-kormány politikai nézeteit. 2014-ben jelölt volt államának szenátusi székére a hivatalban lévő Mike Enzi ellen, mielőtt visszalépett volna. A Képviselőházban ugyanazt a pozíciót töltötte be, mint apja 1979 és 1989 között.
A Bush–Cheney-éra konzervatív ideológiai vezetőjének és a republikánus rendszer képviselőjének tekintették. Cheney neokonzervatív, politikájának legfontosabb pontjai a nemzetbiztonság, az amerikai hadsereg és cégek támogatása, erőszakos külpolitikai nézetei, illetve pénzügyi és társadalmi konzervativizmus. A Republikánus Párt neokonzervatív részének legfontosabb vezető alakja, kulcsszerepet játszott Donald Trump elnöksége alatt az ország külpolitikájában.
Cheney támogatta Donald Trump második felelősségrevonását, az Egyesült Államok Capitoliumának 2021-es ostromát követően. Az esettel kapcsolatos véleménye és a leadott szavazata miatt a Republikánus Konferencia megpróbálta eltávolítani vezetőségéből 2021 februárjában. Ez sikertelen volt és Cheney május közepéig a szervezet elnöke maradt, mikor a képviselőházi republikánusok második próbálkozása sikeres lett. Ezt Kevin McCarthy, a Képviselőház kisebbségi vezetője is támogatta. Miután többször is megütközött a republikánus vezetőséggel, 58 ezer dollárt költött saját biztonsági csapatára. 2021 júliusában Nancy Pelosi házelnök kinevezte a Capitolium-ostrommal kapcsolatos meghallgatásokat tartó bizottság egyik tagjának, majd két hónappal később alelnökének.
2022. augusztus 16-án Cheney elvesztette a republikánus előválasztást Wyoming államban a Trump által támogatott Harriet Hageman ellen. 2023. január 3-án jár le mandátuma a képviselőházban. Kijelentette, hogy „a vezetője, az egyik vezetője leszek a harcnak, hogy visszaállítsuk pártunkat” és, hogy lehet indulni fog az elnöki posztért.

## A külügyminisztériumban

### Közel-keleti ügyek helyettes minisztere
2002-ben kinevezték a Közel-keleti ügyek helyettes miniszterének, aminek a célja a gazdasági befektetések népszerűsítése volt a régióban. Kinevezésekor a hírekben gyakran azt lehetett hallani, hogy külön neki hozták létre a pozíciót, Richard Boucher szóvivő kijelentette, hogy a politikust Colin Powell külügyminiszter ajánlotta. A The Sunday Times szerint a kinevezés tökéletes bizonyíték volt arra, hogy az Egyesült Államok komolyan veszi a reformot, illetve az oktatási programokat a régióban. A kinevezést követően tisztán lehetett látni az ellentéteket az alelnök irodája és a külügyminisztérium által támogatott irányelvek között. A program 2002-ben 29 millió, 2003-ban pedig 129 millió dollárt költött. Több esetben nem voltak hajlandók kiadni a szervezetek nevét, amikbe befektettek, attól félve, hogy a helyi kormányok ellenállnának. A 2004-es költekezés 145 millió dollár volt.

### 2004-es Bush–Cheney-kampány

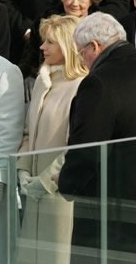
Cheney, Bush 2005-ös beiktatásán

Két év elteltével Cheney elhagyta a külügyminisztériumot 2003-ban, hogy a 2004-es Bush–Cheney-kampányon dolgozzon. Részt vett a női szavazókat mozgósító W Stands for Women kampányban.

### Közel-keleti ügyek helyettes igazgató külügyminisztere
2005. február 14-én visszatért a külügyminisztériumba és kinevezték a Közel-keleti ügyek helyettes külügyminiszterének. Ebben a pozícióban fő feladata C. David Welch Közel-keleti ügyek helyettes külügyminiszterének segítése volt és a demokrácia támogatása a régióban. Cheney két félig független szervezetet is létrehozott, a Fund of the Future-t és a Foundation of the Future-t, összesen 155 millió dollárért. Támogatott egy új iraki alkotmányt.

### Iran Syria Policy and Operations Group
Cheney az igazgatója volt az Iran Syria Policy and Operations Group csoportnak, amit 2006 márciusában alapítottak.

## 2014-es szenátori választás

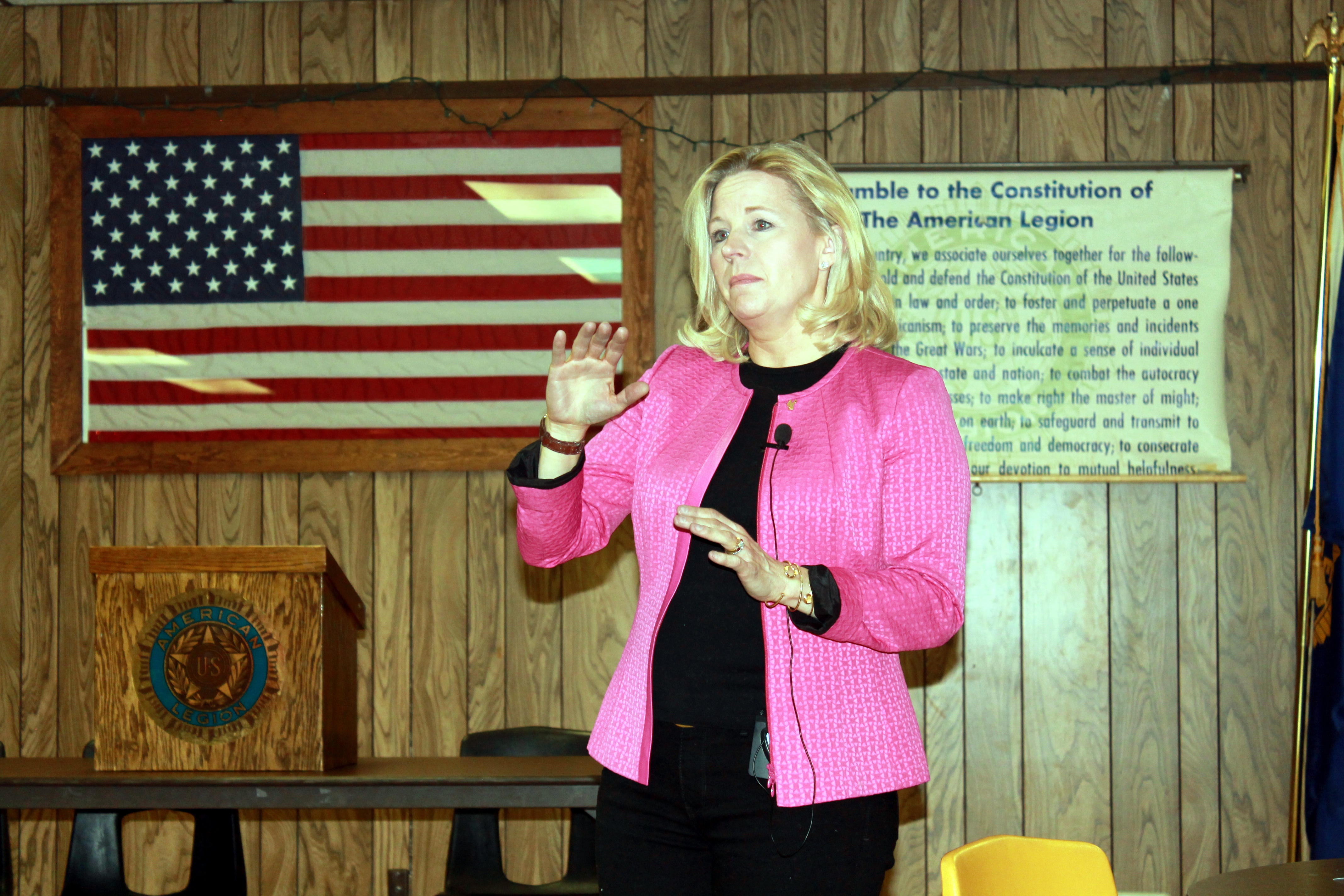
Liz Cheney a wyomingi Buffalóban, egy kampányeseményen

2013. július 16-án Cheney bejelentette, hogy indulni fog a wyomingi szenátusi székért, kihívva a hivatalban lévő Mike Enzit. A Nemzeti Republikánus Szenátusi Bizottság kijelentette, hogy Enzit fogják támogatni, ami kötelességük volt. Cheney-t kritizálták, amiért nem élt sokat az államban, mielőtt indult a pozícióért, mindössze pár évet gyerekként. Mikor elindította a 2014-es kampányát, Facebookon Virginiát jelölte meg, mint tartózkodási helye. Kampánya közben Jon Ward (The New Republic) azt írta, hogy „wyomingi gyökereit hirdette és csizmába öltözött. De mikor beszéltünk az egyik állomáson, a farmerje annyira új volt, hogy a kezei kék foltosak lettek, miután hozzáért.” A videóban, amiben bejelentette jelöltségét, kiemelte, hogy családja eredetileg 1852-ben érkezett az államba és, hogy 1979 és 1989 között apja az állam képviselője volt.
Első kampányeseménye Cheyenne-ben volt, miután bejelentette, hogy Enzi kihívója lesz. Azt mondta, hogy „nem szabad attól félnünk, hogy obstrukcionistának nevezzenek minket. President Obama politikájának és terveinek akadályozása nem igazi obstrukció; az hazafiság.” Cheney szerint Obama háborút indított az alkotmány első és második kiegészítése ellen.
Cheney kampánya idején kritizálták erőszakos külpolitikáját és nyilvánosan összeveszett homoszexuális testvérével nézeteivel kapcsolatban az azonos neműek házasságáról. Enzi népszerűsége nehezítette Cheney kampányát, majd 2014. január 6-án bejelentette, hogy családi okokból visszalép a választástól.

## A képviselőház tagjaként

### 2017–2023

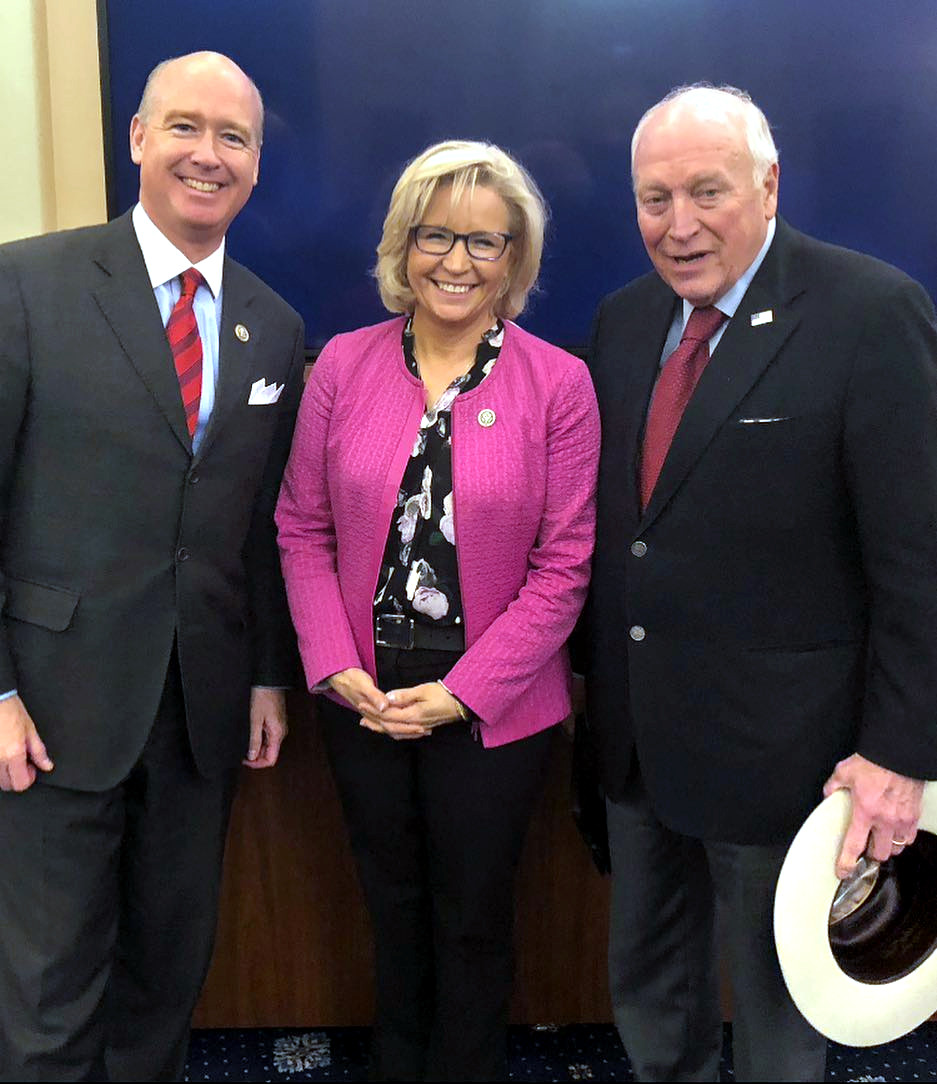
Robert Aderholt, Liz Cheney és a képviselő apja, Dick, 2018-ban

Cheney-t 2017. január 3-án iktatták be. Donald Trump ugyanebben a hónapban lett elnök és a FiveThirtyEight szerint Cheney az elnök politikájának 92,9%-át támogatták.
Részben ő írta azt a javaslatot, ami a Veszélyeztetett Fajok Törvényt alatt végett vetett volna a szürke farkasok védettségének.
2019 májusában Cheney azt mondta, hogy Peter Strzok és egy másik FBI-ügynök személyes üzeneteket küldtek, amiben becsméreltek politikusokat, (mint például Trump) ami úgy hangzott, mintha egy puccsot terveztek volna és hazaárulással vádolta őket.
2019 júniusában Alexandria Ocasio-Cortez az illegális bevándorlókat tartó táborokat a mexikói határnál „koncentrációs táborokhoz” hasonlította. Cheney ezt a kijelentést kritizálva, azt mondva, hogy „tiszteletlen” volt a holokauszt áldozatai felé.
Mikor 2019 augusztusában beszédet mondott a Republikánus Konferencián, Cheney kijelentette, hogy a Crow Tribe et al v. Zinke ügy, amit indián törzsek indítottak, hogy a grizzly medvéket a Yellowstone Nemzeti Parkban visszahelyezzék a Veszélyeztetett Fajok Törvény védelme alá, nem tudományos tényekre volt építve, hanem a felperes szándékára, hogy „elpusztítsák a nyugati életmódot.” Ezt a kijelentését többen is kritizálták, beleértve környezetvédők és törzsek is. A törzsek szemében a grizzly medve egy szent állat, amit veszélyeztet a vadászat és az ipar.
Cheney elítélte Törökország kurd területek elleni támadását Szíriában, amit a Trump által elrendelt amerikai kivonulás tett lehetővé, ami korábban a két ország közötti védvonalként működött. „Az USA elhagyja szövetségeseinket, a kurdokat, akik ott helyben küzdöttek az ISIS ellen és segítettek megvédeni az amerikai hazát. A döntés Amerikai ellenségeit, Oroszországot, Iránt és Törökországot segíti és az ISIS újjáéledésének ad utat.” Chaney részben a Demokrata Pártot és Trump első felelősségre-vonását hibáztatta: „Nem volt véletlen, hogy a törökök ezt a pillanatot választották, hogy átlépjék a határt.” Nancy Pelosi házelnök szóvivője azt mondta, hogy Cheney kijelentése az eljárással kapcsolatban téves.

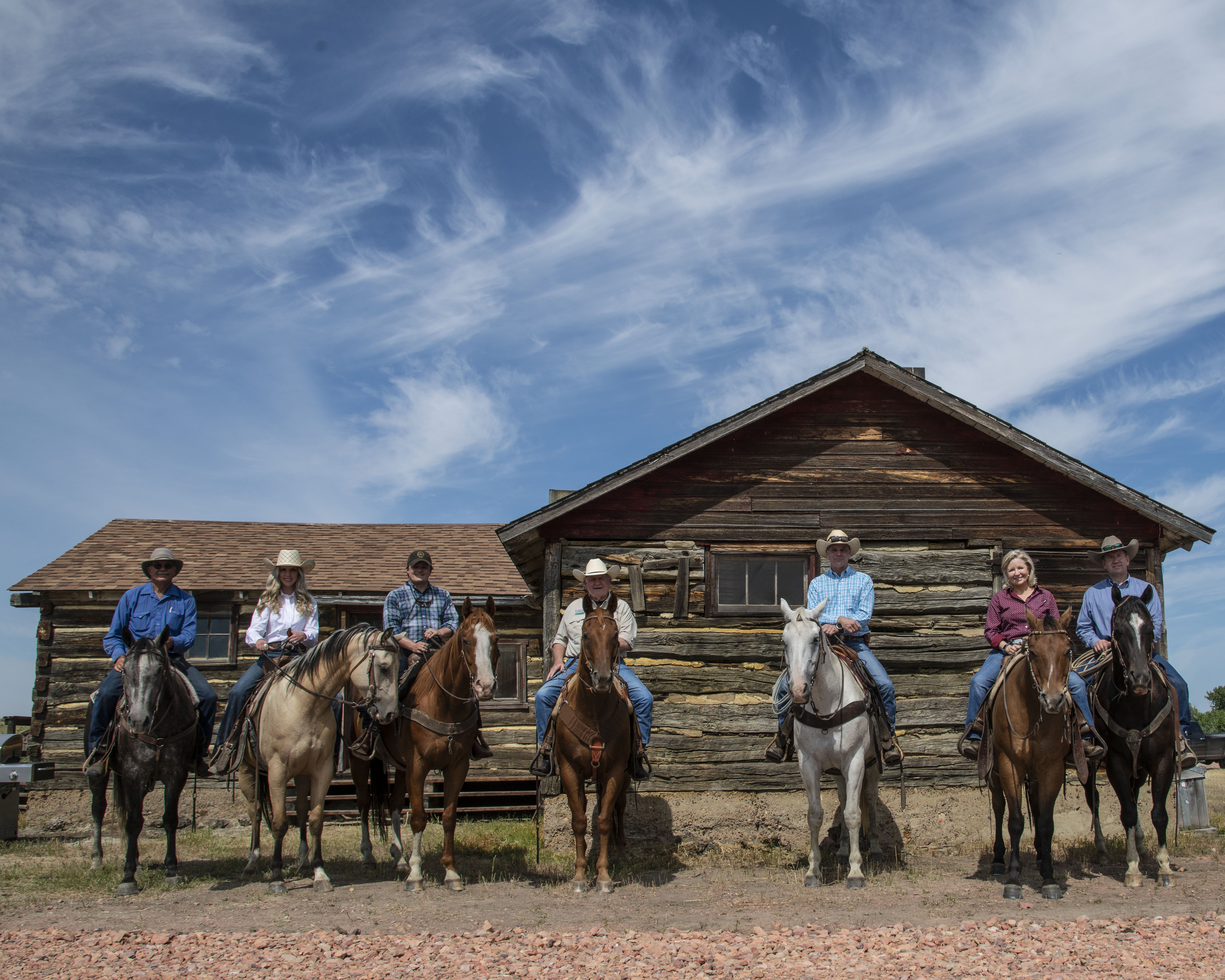
Cheney (jobbról a második) a Fiddleback Ranch-en, Douglas (Wyoming) közelében, 2019. július 31-én

A 2020. júliusi Republikánus Konferencián néhány republikánus, beleértve Jim Jordan (Ohio) és Andy Biggs (Arizona) kritizálták Cheney-t, amiért megvédte Anthony Fauci doktort a Covid19-pandémia közben és, amiért támogatta Thomas Massie ellenfelét az előválasztáson.
2020 szeptemberében Cheney felkérte a Igazságügyi Minisztériumot, hogy nyomozzanak olyan környezetvédelmi csoportok után, mint az NRDC, a Sea Change és a Sierra Club, azt mondva, hogy „a robusztus politikai és jogi aktivizmus – kombinálva a ténnyel, hogy ezeknek a csoportoknak gyakran olyan nézeteik vannak, mint ellenfeleinknek – ami csak még fontosabbá teszi, hogy a Minisztérium tudjon bármiféle esetleges külföldi befolyásról a csoportokban vagy a csoportok ellen. Arra ösztönzöm a Minisztériumot, hogy nyomozzák ki a kínai és orosz próbálkozásokat az Egyesült Államok környezetvédelmi és energiapolitikájának befolyásolására.”
Dublin kaliforniai város tanácsosaként dolgozott, mikor Eric Swalwell egy kínai nő célpontja lett, aki a Kínai Államvédelmi Minisztérium titkosügynöke volt. Swalwell kapcsolata nagy probléma volt, mivel a képviselő a Hírszerzési Bizottság egyik fontos tagjaként dolgozott. Cheney aláírt egy levelet, amiben követelte Swalwell eltávolítását a bizottságból. Ezek mellett azt nyilatkozta, hogy „az, hogy a [Kínai Kommunista Párt] megengedte, hogy [a Covid19] ennyire elterjedjen világszerte, megmutatja, hogy valójában milyen is az a kormány és középpontba helyezte, nem csak az Egyesült Államokban, hanem szövetségeseink között világszerte, a veszélyt, amit okoznak és, hogy mennyire fontos az, hogy megvédjük magunkat és megszüntessük függőségünket a kínai kormánytól.”
A pandémia közben az American Rescue Plan Act és a COVID-19 Hate Crimes Act ellen szavazott.

#### Eltávolítása, mint a Konferencia elnöke
Arra válaszként, hogy egyre több republikánus el akarta távolítani pozíciójáról, mint a Republikánus Konferencia elnöke, miután folytonosan kritizálta Trumpot a Capitolium ostromát követően, Cheney írt egy véleménycikket: „A GOP elért egy fordulópontot. A történelem minket figyel.” címmel, a The Washington Post weboldalán. Ebben a cikkben megismételte, hogy őt csak az amerikai alkotmány, a törvények betartása és a „az alapvető elvek, amik megvédik a szabadságunkat és demokratikus folyamatainkat” védelme irányítja. Joni Ernst kritizálta a pártot, amiért el akarták távolítani a politikust.
Aznap este, mikor szavaztak eltávolításáról, Cheney beszédet mondott, miután munkatársai elhagyták a termet:
Ma egy olyan veszéllyel nézünk szemben, amivel Amerikának még nem kellett. Egy korábbi elnök, aki provokált egy támadást ezen Capitolium ellen, hogy ellopjon egy választást, újraindította agresszív próbálkozásait, hogy meggyőzze az amerikaiakat, hogy tőle lopták el a választást. Kockáztatja a további erőszak kiprovokálását. Több millió amerikait félrevezetett az elnök. Csak a szavait hallották, de az igazságot nem, ahogy továbbra is próbálja aláásni demokratikus folyamatainkat, elültetve azon gondolatok magjait, hogy egyáltalán működik-e a demokrácia. Egy konzervatív republikánus vagyok és a konzervatív elvek legkonzervatívabbja a jogrend. Az elektori kollégium szavazott. Több, mint hatvan állami és szövetségi bíróság, beleértve bírók, akiket ő nevezett ki, elutasították kijelentéseit. Az Igazságügyi Minisztérium kormányzása idején kinyomozta ugyanezen kijelentéseit, de nem talált rá bizonyítékot. A választásnak vége. Ez a jogrend. Ez az alkotmányos folyamatunk. Azok, akik nem hajlandóak elfogadni a bíróságok döntéseit, háborúban állnak az alkotmányunk ellen.
Cheney-t 2021. május 12-én távolította el a Konferencia, zárt ajtók mögött és hangszavazattal. Helyére Elise Stefanik érkezett. Öt képviselő kérte, hogy a szavazatokat be kelljen adni hivatalosan, de McCarthy ezt elutasította. Ennek következtében nem ismert, hogy kik támogatták eltávolítását.

#### Bizottságok
- Fegyveres szolgálatok bizottsága
  - Hadseregszemélyzeti albizottság
  - Stratégiai erők albizottsága
- Képviselőházi Január 6. Bizottság (alelnök)

#### Pártgyűlési tagságok
- Kongresszusi Nyugati Pártgyűlés

### Eltávolítása a Wyomingi Republikánus Pártból
2021. november 13-án a Wyomingi GOP Központi Bizottság 31–29 arányban szavazott, hogy eltávolítsa Cheney-t, mint a párt tagja. Ugyanezen év februárjában már cenzúrázta őt a párt, ezzel csak megerősítették véleményüket, kiemelve, hogy Cheney soha nem adott indokot vagy nem mutatott bizonyítékot arra, hogy miért szavazott Trump leváltása mellett. Több megye az államban már szavazott eltávolítására.

### Cenzúrázása
2022. február 4-én a Republikánus Nemzeti Bizottság 2021. január 6. eseményeit egy jogos politikai vitának nevezte és úgy döntött, hogy cenzúrázza Cheney-t és Adam Kinzinger képviselőt, amiért részt vettek az azt követő nyomozásban.

### 2022-es választás

Eredmény megyék szerint:
Hageman:
50–60%
60–70%
70–80%
80–90%
Cheney:
50–60%
70–80%

Cheney-t legyőzte a Donald Trump által támogatott Harriet Hageman a republikánus előválasztáson, 2022. augusztus 16-án, megszerezve a szavazatok 66,3%-át. Cheney mindössze 28,9%-ot kapott, ami az elmúlt 60 év második legnagyobb veresége volt, amit hivatalban lévő képviselő elszenvedett.

## Lehetséges elnöki kampány
2021 májusában Cheney azt mondta, hogy „a vezetője, az egyik vezetője leszek a harcnak, hogy visszaállítsuk pártunkat.” Az ABC News műsorán nem volt hajlandó azt mondani, hogy nem fog indulni az elnökségért, aminek következtében a média arra a következtetésre jutott, hogy 2024-ben akár jelölt is lehet.
2021 júniusában csatlakozott a Gerald R. Ford Alapítvány tanácsához.
2022. augusztus 16-i vereségét követően a wyomingi előválasztáson Cheney hivatalosan is létrehozta a The Great Task PAC-t a Szövetségi Választási Bizottságnál. A szervezet nevét a gettysburgi beszéd inspirálta, amiben Abraham Lincoln azt mondta, hogy „a nagy feladat, ami előttünk áll.” Cheney azt nyilatkozta veresége után, hogy gondolkozik az elnöki posztról.

## Választások

### Képviselőválasztások
| Párt         | Jelölt              | Szavazatok | %    |
| ------------ | ------------------- | ---------- | ---- |
|              | Liz Cheney          | 35 043     | 39,8 |
|              | Leland Christensen  | 19 330     | 21,9 |
|              | Tim Stubson         | 15 524     | 17,6 |
|              | Darin Smith         | 13 381     | 15,2 |
|              | Mike Konsmo         | 1 363      | 1,6  |
|              | Jason Adam Senteney | 976        | 1,1  |
|              | Rex Rammell         | 890        | 1,0  |
|              | Paul Paad           | 886        | 1,0  |
|              | Heath Beaudry       | 534        | 0,6  |
| Más jelöltek | Más jelöltek        | 155        | 0,2  |
| Összesen     | Összesen            | 88 082     | 100  |

| Párt         | Jelölt                   | Szavazatok | %    |
| ------------ | ------------------------ | ---------- | ---- |
|              | Liz Cheney               | 156 176    | 62,0 |
|              | Ryan Greene              | 75 466     | 30,0 |
|              | Daniel Clyde Cummings    | 10 362     | 4,1  |
|              | Lawrence Gerard Struempf | 9 033      | 3,6  |
| Más jelöltek | Más jelöltek             | 739        | 0,3  |
| Összesen     | Összesen                 | 251 776    | 100  |

| Párt         | Jelölt                  | Szavazatok | %    |
| ------------ | ----------------------- | ---------- | ---- |
|              | Liz Cheney (hivatalban) | 75 183     | 67,7 |
|              | Rod Miller              | 22 045     | 19,9 |
|              | Blake E Stanley         | 13 307     | 12,0 |
| Más jelöltek | Más jelöltek            | 478        | 0,4  |
| Összesen     | Összesen                | 111 013    | 100  |

| Párt         | Jelölt                  | Szavazatok | %    |
| ------------ | ----------------------- | ---------- | ---- |
|              | Liz Cheney (hivatalban) | 127 963    | 63,6 |
|              | Greg Hunter             | 59 903     | 29,8 |
|              | Richard Brubaker        | 6 918      | 3,4  |
|              | Daniel Clyde Cummings   | 6 070      | 3,0  |
| Más jelöltek | Más jelöltek            | 391        | 0,2  |
| Összesen     | Összesen                | 201 245    | 100  |

| Párt     | Jelölt                  | Szavazatok | %    |
| -------- | ----------------------- | ---------- | ---- |
|          | Liz Cheney (hivatalban) | 78 870     | 73,5 |
|          | Blake Stanley           | 28 039     | 26,1 |
|          | Write-ins               | 454        | 0,4  |
| Összesen | Összesen                | 107 363    | 100  |

| Párt         | Jelölt                  | Szavazatok | %    |
| ------------ | ----------------------- | ---------- | ---- |
|              | Liz Cheney (hivatalban) | 185 732    | 68,6 |
|              | Lynnette Grey Bull      | 66 576     | 24,6 |
|              | Richard Brubaker        | 10 154     | 3,7  |
|              | Jeff Haggit             | 7 905      | 2,9  |
| Más jelöltek | Más jelöltek            | 525        | 0,2  |
| Összesen     | Összesen                | 270 892    | 100  |

| Párt     | Jelölt                  | Szavazatok | %    |
| -------- | ----------------------- | ---------- | ---- |
|          | Harriet Hageman         | 113 025    | 66,3 |
|          | Liz Cheney (hivatalban) | 49 316     | 28,9 |
|          | Anthony Bouchard        | 4 505      | 2,6  |
|          | Denton Knapp            | 2 258      | 1,3  |
| Összesen | Összesen                | 170 409    | 100  |

## Könyvek
- Cheney, Liz, Cheney, Dick. In My Time: A Personal and Political Memoir. New York: Threshold Editions (2011). ISBN 978-1-4391-7619-1
- Cheney, Liz, Cheney, Dick. Exceptional: Why the World Needs a Powerful America. New York: Simon & Schuster (2015). ISBN 978-1-5011-1541-7